# U.S.S.タイタン
- スタートレック
  - Star Trek:TITAN > U.S.S.タイタン
  - スタートレックに登場した宇宙船のクラス一覧 > ルナ級 > U.S.S.タイタン

U.S.S.タイタン（U.S.S.Titan）は、アメリカのSFドラマ・映画『スタートレック』シリーズに登場する、惑星連邦宇宙艦隊保有の架空の宇宙艦である。
アニメ『スタートレック:ローワー・デッキ』ではルナ級U.S.S.タイタン NCC-80102が、『スタートレック:ピカード』ではコンスティテューションIII級U.S.S.タイタン NCC-80102-Aが登場。

## U.S.S.タイタン NCC-80102
『ネメシス/S.T.X』
劇場版第10作『ネメシス/S.T.X』で、台詞上のみの登場。冒頭にてU.S.S.エンタープライズ NCC-1701-Eの副長を務めたウィリアム・ライカー中佐がディアナ・トロイ中佐との結婚。それを機に大佐へ昇進し、新型艦のU.S.S.タイタン NCC-80102へ転属する予定であることが語られる。終幕においてピカード艦長はタイタンへ移るライカー艦長の退艦を見送る。2379年、シンゾンのクーデターが鎮圧された直後のロミュラン帝国に人道支援任務で派遣される。
『ローワー・デッキ』
2380年を舞台とする『スタートレック:ローワー・デッキ』第10話に実際の艦の姿が初登場。ソヴェリン級に似た縦長の楕円形の円盤部に、アキラ級に似た下向きのワープナセルがついた形状となっている。
重武装したパクレド船によって絶体絶命となったカリフォルニア級U.S.S.セリトス NCC-75567を救出した。ライカー艦長の右横に座っているソーリアン人の中佐は、指令部門の制服色であることから副長であると思われる(シーズン2では副長は別の士官に交代)。2380年代では宇宙艦隊のエース艦であり、U.S.S.エンタープライズと同様に配属/転属先として目標とされる艦となっている。

### 上級士官
- 艦長 - ウィリアム・T・ライカー大佐
- カウンセラー - ディアナ・トロイ中佐
- 機関副部長 - ウェスリー・クラッシャー少佐
- 操舵士 - ウィリアム・ボイムラー中尉(2381年~2382年)

## U.S.S.タイタンNCC-80102-A
2401年を舞台とする『スタートレック:ピカード』シーズン3に、ルナ級U.S.S.タイタンの登録番号を引き継いだU.S.S.タイタン NCC-80102-Aが登場する。艦級はコンスティテューションIII級（ネオコンスティテューション級）、最高速度ワープ9.99。新造されたコンスティテューションIII級の船体に、退役するルナ級タイタンのパーツを組み込む形で艦籍が引き継がれた 。23世紀に就役していたU.S.S.エンタープライズ NCC-1701-Aやシャングリラ級U.S.S.タイタン NCC-1777を基にしたデザインである。
2402年、船名をU.S.S.エンタープライズ NCC-1701-Gに改称。

### 上級士官
- 艦長 - リアム・ショー大佐
- 副長 - アニカ・ハンセン（セブン・オブ・ナイン）中佐。ショー大佐の死後、臨時で艦長を引き継ぐ。2402年、U.S.S.エンタープライズ NCC-1701-Gへ改称された当艦の正式な艦長に就任。
- 操舵士 - シドニー・ラ＝フォージ少尉。

## その他
『スタートレック』シリーズを題材にしたテーマパーク「Star Trek: The Exhibition」内のアトラクションで上映されているU.S.S.タイタンを舞台にした短編実写映像に、トゥヴォック役のティム・ラスとウェスリー・クラッシャー役のウィル・ウィトンが出演している。